# علم الشيخوخة
علم الشيخوخة أو طب الشيوخ هو دراسة الجوانب الاجتماعية الثقافية النفسية المعرفية والحيوية للشيخوخة. هناك فرق بين دراسة الشيخوخة وأمراض الشيخوخة، الذي هو فرع من فروع الطب التي تتخصص في علاج مرض موجود في البالغين الأكبر سنا. المختصون بالشيخوخة هم الباحثون والممارسون في مجالات علم الأحياء، التمريض، الطب، علم الجريمة، طب الأسنان، العمل الاجتماعي، العلاج الطبيعي والمهني، علم النفس، الطب النفسي وعلم الاجتماع والاقتصاد والعلوم السياسية والهندسة المعمارية، الجغرافيا، الصيدلة، الصحة العامة، السكن، والأنثروبولوجيا.
علم الشيخوخة يتضمن ما يلي:
- دراسة التغييرات البدنية والعقلية والاجتماعية  في الناس مع تقدمهم في السن
- التحقق من الهرم نفسه بما في ذلك أسباب الشيخوخة وآثارها وآلياتها
- التحقق من الآثار الاجتماعية والنفسية والاجتماعية للشيخوخة
- التحقيق في الآثار النفسية للشيخوخة
- التحقيق في التداخل بين الشيخوخة الحيوية و الأمراض ذات الصلة بالشيخوخة
- التحقيق في آثار شيخوخة السكان في المجتمع (الديموغرافيا)
- استكشاف العلاقة بين الشيخوخة والبيئة
- تطبيق هذه المعرفة إلى السياسات والبرامج.

الطابع المتعدد التخصصات الشيخوخة يعني أن هناك عددا من المجالات الفرعية، وكذلك ترتبط مجالات مثل علم وظائف الأعضاء وعلم الإنسان الاجتماعي، العمل، الصحة العامة، علم النفس وعلم الاجتماع والتي تتداخل مع الشيخوخة.

## التاريخ
في العصور الوسطى في العالم الإسلامي، العديد من الأطباء كتب على المسائل المتعلقة بهذين المجالين. كتاب  ابن سينا  القانون في الطب (1025) عرض تعليمات لرعاية المسنين، بما في ذلك النظام الغذائي وسبل سبل العلاج للمشاكل بما في ذلك الإمساك. الطبيب العربي   ابن الجزار كتب عن الأوجاع وتبعيات السن (عمار 1998, p. 4). كان عمله يغطي اضطرابات النوم، النسيان, كيفية تقوية الذاكرة, و أسباب الوفيات إسحاق بن حنين (توفي 910) وكتب أيضا اعمالا عن علاج النسيان (الولايات المتحدة، المكتبة الوطنية للطب، 1994).
لم يبدأ  رواد مثل جيمس بيرن في تنظيم الشيخوخة في مجاله حتي الاربعينات من القرن الماضي.وممن منطلق أن هناك خبراء في العديد من المجالات كافة للتعامل مع كبار السن من السكان، أصبح من الواضح أن هناك حاجة لمجموعة مثل مجتمع الشيخوخة بامريكا (تأسست في عام 1945). بعد عقدين من الزمن، جيمس شغل منصب المدير المؤسس لمركز البحوث الدراسي الأول الذي يكرس جهوده لدراسة الشيخوخة، مركز إثيل بيرسي أندروس لعلم الشيخوخة. في عام 1967، جامعة جنوب فلوريدا و جامعة شمال تكساس  كانوا يتلقون منح تدريبية من الإدارة الأمريكية للشيخوخة لإطلاق أول برامج الدولة في علم الشيخوخة، على مستوى درجة الماجستير. في عام 1975، جامعة جنوب كاليفورنيا , أصبحت تمتلك المدرسة الأولى في البلاد لعلم الشيخوخة  ثم عرضت أول درجة دكتوراه في علم الشيخوخة .

### الفروق بين الجنسين مع التقدم في السن
وهناك تفاوت كبير بين عدد الرجال والنساء في عدد السكان كبار السن في الولايات المتحدة. في كل من عامي 2000 و 2010، عدد النساء يفوق عدد الرجال في عدد السكان كبار السن في كل سنة واحدة من العمر (مثلاً، 65 إلى 100 سنة وأكثر). نسبة الجنسين، هومقياس يستخدم للإشارة إلى التوازن بين الذكور إلى الإناث بين السكان، يحسب بأخذ عدد الذكور مقسوماً على عدد الإناث، وضرب 100. لذلك، أن نسبة الجنسين هي عدد عدد الذكور لكل 100 من الإناث. في عام 2010، كانت هناك 90.5 ذكور لكل 100 من الإناث في السكان اصحاب الـ65 عاماً. غير أن هذا يمثل زيادة من عام 1990 عندما كانت هناك 82.7 الذكور لكل 100 من الإناث، ومن عام 2000 عندما كانت نسبة الجنس 88.1. على الرغم من أن قد ضاقت الفجوة بين الجنسين بين الرجل والمرأة، تواصل المرأة زيادة العمر المتوقع وانخفاض معدلات الوفيات في السن بالنسبة للرجل. على سبيل المثال، ذكرت التعداد لعام 2010 أن هناك حوالي مرتين العديد من النساء كالرجال الذين يعيشون في الولايات المتحدة في سن 89 (361,309 مقابل 176,689، على التوالي). 

### التوزيع الجغرافي
عدد ونسبة المسنين الذين يعيشون في الولايات المتحدة تختلف باختلاف المناطق المختلفة الأربعة (الشمال الشرقي والغرب الأوسط، الغرب، والجنوب) المعرفة بتعداد الولايات المتحدة. في عام 2010، حاز الجنوب أكبر عدد من الناس الذين تتراوح أعمارهم بين 65 سنة وكبار السن و 85 عاماً وكبار السن. ومع ذلك، نسبيا، فان الشمال الشرق يحتوي على أكبر نسبة من البالغين من العمر 65 عاماً وكبار السن (14.1 في المائة)، تليها منطقة الغرب الأوسط (13.5 في المائة) والجنوب (13.0%) والغرب (11.9 في المائة). نسبيا لتعداد عام 2000، فان جميع المناطق الجغرافية أظهرت نمواً إيجابيا في عدد السكان البالغين الذين تتراوح أعمارهم بين 65 سنة وكبار السن و 85 عاماً وكبار السن. أسرع نمو في عدد السكان البالغين الذين تتراوح أعمارهم بين 65 سنة وكبار السن وكان واضحا في الغرب (23.5%)، والتي أظهرت زيادة من 6.9 مليون في عام 2000 إلى 8.5 مليون في عام 2010. وبالمثل، في السكان تبلغ أعمارهم 85 سنة فما فوق، الغرب (42.8%) كما أظهرت أن النمو الأسرع وارتفع من 806,000 في عام 2000 إلى 1.2 مليون في عام 2010. يجدر تسليط الضوء على أن ولاية رود آيلاند هي الدولة الوحيدة التي شهدت انخفاضا في عدد الأشخاص البالغين من العمر 65 سنة وكبار السن، وقد انخفض من 152,402 في عام 2000 إلى 151,881 في عام 2010. على العكس من ذلك، عرضت جميع الدول زيادة في عدد السكان البالغين سن 85 عاماً وكبار السن من عام 2000 إلى عام 2010.

## بيولوجية الشيخوخة

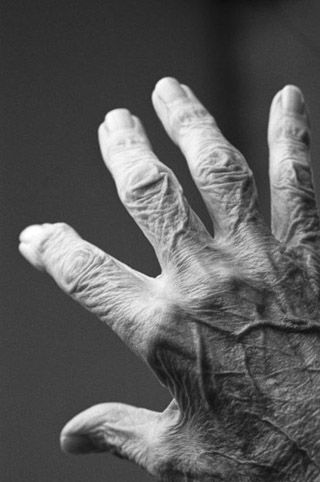
يد أحد المسنين

هو المجال الفرعي في علم الشيخوخة والمعني  ببيولوجية عملية الشيخوخة، تطوريه، والوسائل المحتملة للتدخل في هذه العملية. أنه يشمل البحوث التي تدرس بيولوجية الشيخوخة من حيث الأسباب، الآثار، والآليات. أحد علماء الأحياء   ليونارد هايفليك توقع أن متوسط عمر الإنسان سوف يصل إلى ذروته عند حوالي 92 عاما، في حين أن آخرين مثل جيمس فوبل توقع أنه في البلدان الصناعية ستصل الحياة إلى 100 بالنسبة للأطفال الذين ولدوا بعد عام 2000. و بعضهم توقع ان متوسط العمر المتوقع سيصل الي اثنين أو أكثر من قرون.

### نظريات الشيخوخة الحيوية
نظريات الشيخوخة عديدة ولم تُقْبَلْ أي نظرية منها. وهناك طائفة واسعة من أنواع النظريات لأسباب الشيخوخة .

#### نظرية البلي
نظريات البلى  تشير إلى أنه حسب سن فرد، أجزاء من الجسم مثل خلايا وأجهزة تبلي من الاستخدام المستمر. بلاء الجسم يمكن أن يعزى إلى الأسباب الداخلية أو الخارجية التي تؤدي في نهاية المطاف إلى تراكم الاضرار التي تفوق القدرة على الإصلاح. بسبب هذه الاضرار، الداخلية والخارجية، تفقد الخلايا قدرتها على التجدد، مما يؤدي في نهاية المطاف إلى استنفاذها ميكانيكيا وكيميائيا. وتشمل بعض الاسباب المواد الكيميائية في الهواء أو الغذاء، أو الدخان. قد تكون الاسباب الأخرى أشياء مثل الفيروسات والصدمات النفسية، ودرجة حرارة الجسم مرتفعة.

#### الوراثة
اقتراح النظريات الجينية للشيخوخة أن الشيخوخة تكون مبرمجة ضمن جينات كل فرد.  موت الخلايا المبرمج، يُحَدَّد بواسطة «ساعة بيولوجية» عن طريق المعلومات الوراثية في نواة الخلية. الجينات المسؤولة عن الموت المبرمج تقدم تفسيراً لموت الخلية، ولكن تكون أقل تطبيقا على موت  الكائن الحي كله. زيادة في معدل الموت  المبرمج قد ترتبط بالشيخوخة، ولكن ليس لها علاقة بالموت '. العوامل البيئية والطفرات الوراثية يمكن أن تؤثر على التعبير الجيني والتعجيل بالشيخوخة. في الآونة الأخيرة اُسْتُكْشِف التخلق كأحد العوامل. 

#### الخلل العام
نظريات الخلل العام  تشير إلى أن أجهزة الجسم مثل الغدد الصماء والجهاز العصبي والجهاز المناعي، تنخفض تدريجيا وتفشل في نهاية المطاف في اداء الوظيفة. معدل الفشل يختلف من نظام الي نظام.

#### التراكم
نظرية التراكم  تشير إلى أن الشيخوخة هي انخفاض جسدي والذي ينتج عن تراكم العناصر. يمكن أن تكون عناصر دخيلة من البيئة. عناصر أخرى يمكن أن تكون النتاج الطبيعي من عملية التمثيل الغذائي في الخلية. مثال علي نظرية التراكم  هي نظرية الجذور الحرة . ووفقا لهذه النظرية، فان مخلفات أيض الخلية  والتي تسمى الجذور الحرة تتفاعل مع المكونات الخلوية مثل غشاء الخلية والحمض النووي و تتسبب في أضرار لا رجعة فيها.

##### نظرية تلف الحمض النووي
تلف الحمض النووي كانت واحدة من العديد من الأسباب في الأمراض المتعلقة بالشيخوخة.  استقرار الجينوم يعرف آلية الخلايا للإصلاح وتفادي الضرر وحفظ الحمض النووي من التلف. إحدى الفرضيات المقترحة من قبل دجواكينو في عام 1958 هو أن تراكم الضرر للحمض النووي يسبب الشيخوخة . هذه النظرية قد تغيرت على مر السنين حيث أن هناك بحث جديد والذي اكتشف أنواع جديدة من تلف الحمض النووي والطفرات وهناك عدة نظريات للشيخوخة تقول بأن تلف الحمض النووي مع أو بدون الطفرات يسبب الشيخوخة.

## الشيخوخة الاجتماعية

### النظريات الاجتماعية للشيخوخة
عدة نظريات للشيخوخة تم تقديمها لملاحظة عملية الشيخوخة في كبار السن في المجتمع وكيفية تفسير هذه العمليات  من قبل الرجال والنساء مع تقدمهم في السن.

#### نظرية النشاط
نظرية النشاط والتي وضعها كافان، هافيغورست، وأن ألبريشت. ووفقا لهذه النظرية، فان المفهوم النفسي لكبار السن يعتمد على التفاعلات الاجتماعية.و للحفاظ على الروح المعنوية في سن الشيخوخة، يجب أن يتم استبدال للأدوار المفقودة. وتشمل الأمثلة الأدوار المفقودة التقاعد من الوظيفة أو فقدان الزوج. 

#### نظرية فك الارتباط
وضع نظرية فك الارتباط كومينغ وهنري. وفقا لهذه النظرية، يشترك المسنين والمجتمع في علاقة انفصالية مع بعضها البعض. مثال للانفصال هو التقاعد من العمل. أحد الافتراضات الرئيسية لهذه النظرية هي أن البالغين الأكبر سنا يفقدوا «طاقة الانا» . بالإضافة إلى ذلك، يؤدي فك الارتباط إلى صيانة معنويات أعلى مما إذا كان كبار السن في محاولة للحفاظ على المشاركة الاجتماعية. هذه النظرية لها انتقادات شديدة لوجود شرط وقائي-إلا وهي أن البالغين الأكبر سنا الذين يظل منخرطا في المجتمع نهم غير ناجحة لكبر السن. 

#### نظرية الاستمرارية
نظرية الاستمرارية مفهوم بعيد المنال. من ناحية، فان مفهوم الاستمرارية يمكن أن يعني أن تظل علي حالتك، أن تكون موحد، ومتجانس، لا تتغير، تعيش في رتابة. هذا عرض ثابتة من الاستمرارية لا ينطبق جداً على الشيخوخة البشرية. من ناحية أخرى، يبدأ نظرة ديناميكية للاستمرارية مع فكرة الهيكل الأساسي الذي استمر على مدى الزمن، ولكن يسمح لمجموعة متنوعة من التغييرات ان تحدث في سياق المقدمة من البنية الأساسية.  

#### نظرية طبقات العمر
وترى هذه النظرية أن كبار السن الذين ولدوا خلال فترات زمنية مختلفة يشكلون أفواج و التي تحدد «عمر الطبقات». هناك اثنين من الاختلافات بين الطبقات: العمر الزمني والتجربة التاريخية. هذه النظرية تثير موضع للنقاش. 1. العمر هو آلية لتنظيم سلوك ونتيجة لذلك تحدد الوصول إلى مواقع السلطة. 2. الولادة تلعب دورا مؤثرا في عملية التغيير الاجتماعي.

#### نظرية دورة الحياة
ووفقا لهذه النظرية، والتي تنبع من منظور دورة العمر (بنجستون وألين, 1993), الشيخوخة تحدث من الولادة إلى الموت. الشيخوخة تتضمن العمليات الاجتماعية والنفسية والحيوية. بالإضافة إلى ذلك، خبرات الشيخوخة  تتشكل باثار الزمن.